# Gartelkapelle (Königheim)

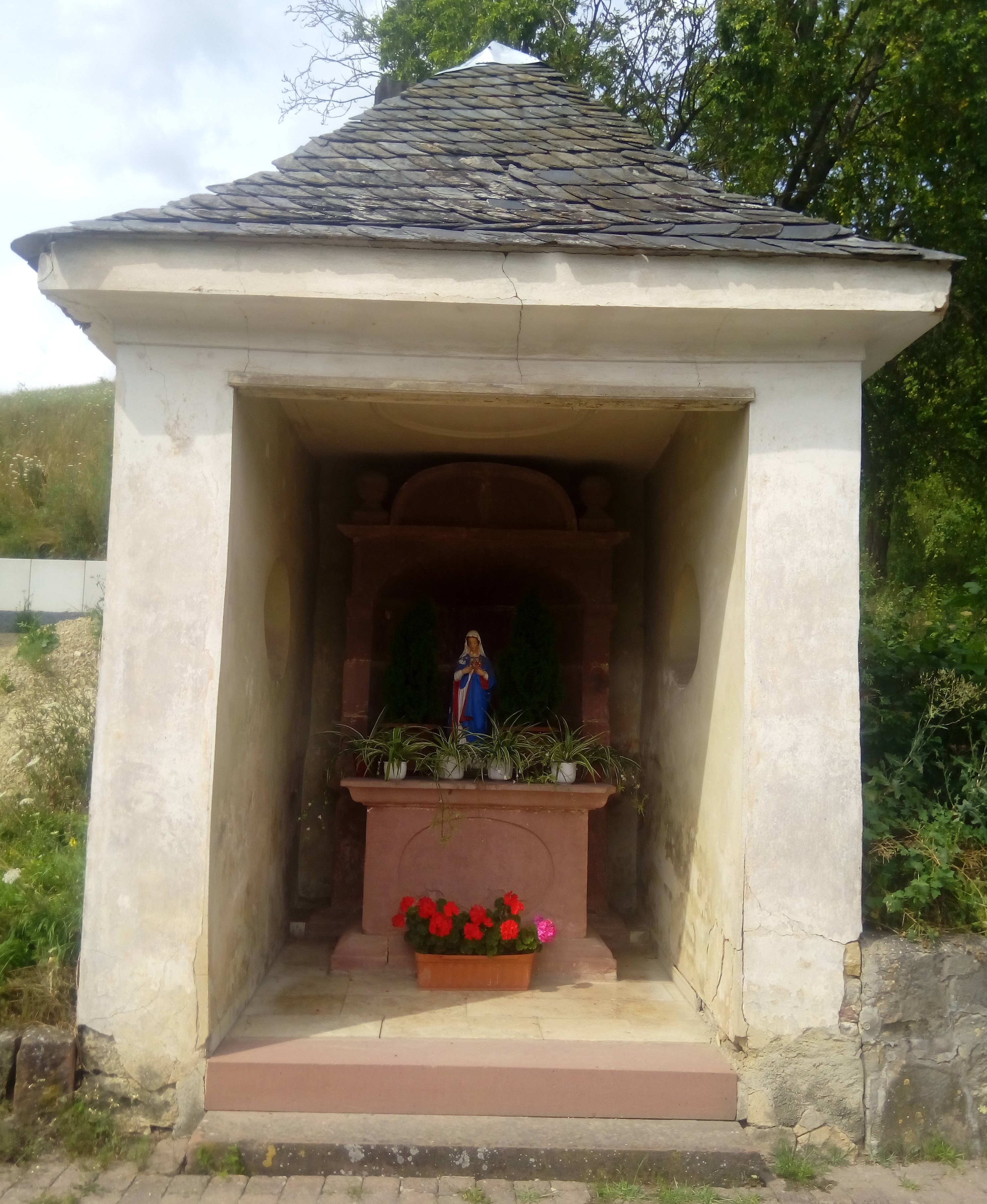
Gartelkapelle in Königheim

Die römisch-katholische Gartelkapelle, auch Gartenkapelle, stammt aus dem 18. Jahrhundert und befindet sich in Königheim im Main-Tauber-Kreis in Baden-Württemberg. Die Kapelle gehört zur Seelsorgeeinheit Königheim, die dem Dekanat Tauberbischofsheim des Erzbistums Freiburg zugeordnet ist.

## Denkmalschutz
Die Kapelle befindet sich in der Schulstraße 7 und steht unter Denkmalschutz. Die Gartenkapelle verfügt über eine Pietà mit Chronogramm, wohl 1718 bezeichnet.